# Kefir

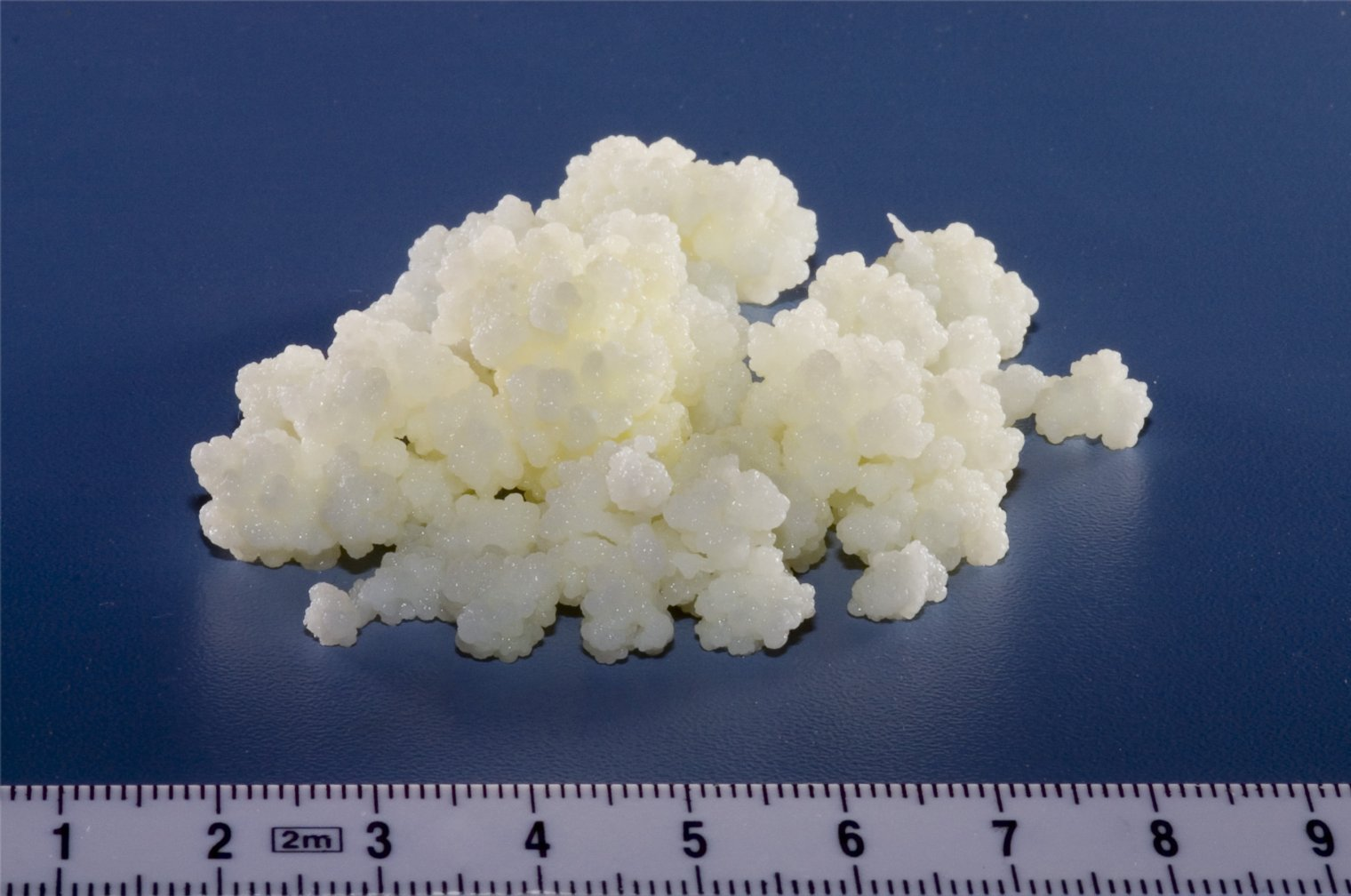
Kefirszemcsék (kefirgomba-magok)

A kefir a Kaukázus északi részéről származó joghurtféleség, amely nem csupán tejsavbaktériumokat, hanem élesztőgombákat is tartalmaz. Vegyes erjesztéssel készül, mert a levegőt nem igénylő (anaerob) lebontási folyamatok közül, mind a tejsavas, mind pedig az alkoholos erjedés végbemegy benne. A hagyományos kefirt friss tejből és kefirszemcsékből készítik. A kefirszemcsék szerkezete a tejbaktérium és az élesztő szimbiotikus kapcsolatából alakult ki. Ezek a szemcsék puha, fehér biomassza-képződmények, amelyek proteinekből, lipidekből (zsír) és oldódó poliszacharidokból állnak. A kefirkultúrában (kefirgomba) a lactococcus és lactobacillus fajok mellett van egy torula kefir (Candida pseudotropicalis) nevű élesztő és még más cukorbontó élesztőfaj is, amelyek 18-22 °C körüli hőmérsékleten szaporodnak.
A kefir krémes állagú, íze enyhén savanyú. 35-40 féle aromát tartalmaz, amelyek hozzájárulnak a kefir egyedi, kellemes aromájának kialakításához. A tejsav mellett szén-dioxid és kis mennyiségű alkohol is képződik benne, ettől lesz a jó kefir picit pezsgő. Az élőflórás kefir elősegíti az emésztést. A bél baktériumflórája a betegségek, gyógyszerek hatására megfogyatkozhat, a savanyú tejtermékekben lévő baktériumok azonban segítik a belek baktériumflórájának regenerálódását. A kefir több baktériumfajt tartalmaz, mint a joghurt vagy az aludttej.

## A kefir elnevezése
A szótárak egyetértenek abban, hogy a jelenlegi szóalak az oroszoknak köszönhető (кефи́р), akik pedig a kaukázusi népektől vették át, de a végső eredete nem tisztázott. A török etimológiai szótárak az ótörök, de ma is élő köpür (habzik) kifejezéssel hozzák összefüggésbe, amely az ótörök köp- (megduzzad, feldagad, tajtékzik, habzik) alapszóra vezethető vissza. Ez utóbbi magyarázat érzékletesen tükrözi a kefirgombák tulajdonságait. Egy újabb szófejtés a török keyif v. keyfi (egészség, jó kedv) kifejezésben véli felfedezni gyökereit, amire téves átírással keif formában hivatkoznak.
Ahogy a régi nomád magyarság készített kumiszt és túrót, úgy meg is volt az ezen ételek elkészítésére vonatkozó cselekvő igéjük. Habár napjainkban a túrót, vajat gyárakban készítik, régen – főleg faluhelyen – az asszonyok köpülték. Ez a szó ismét kapcsolatba hozható a kazak, orosz és ótörök szavakkal.